# Constant Priondolo
Constant Priondolo, detto Costante (Montréal, 10 settembre 1960) è un ex hockeista su ghiaccio canadese naturalizzato italiano, di ruolo attaccante.

## Biografia
Nato in Canada, si trasferisce nel 1981 in Italia, ad Alleghe, dove gioca fino al 1990. In seguito gioca per il Fassa e il Milano.
Naturalizzato italiano, ha giocato per la nazionale italiana, con la quale ha partecipato ai Giochi olimpici invernali di Sarajevo nel 1984.
Terminata la carriera da giocatore, è tornato a vivere in Canada, dedicandosi al golf, e diventando presidente della Professional Golfers' Association of Canada.